# NGC 6771
NGC 6771 é uma galáxia espiral barrada (SB0-a) localizada na direcção da constelação de Pavo. Possui uma declinação de -60° 32' 47" e uma ascensão recta de 19 horas, 18 minutos e 39,4 segundos.
A galáxia NGC 6771 foi descoberta em 11 de Agosto de 1836 por John Herschel.